# Tisserin vitellin
Ploceus vitellinus
Espèce
Statut de conservation UICN

 LC  : Préoccupation mineure
Statut CITES
Le Tisserin vitellin (Ploceus vitellinus) est une espèce de passereau d'Afrique subsaharienne appartenant à la famille des Ploceidae.

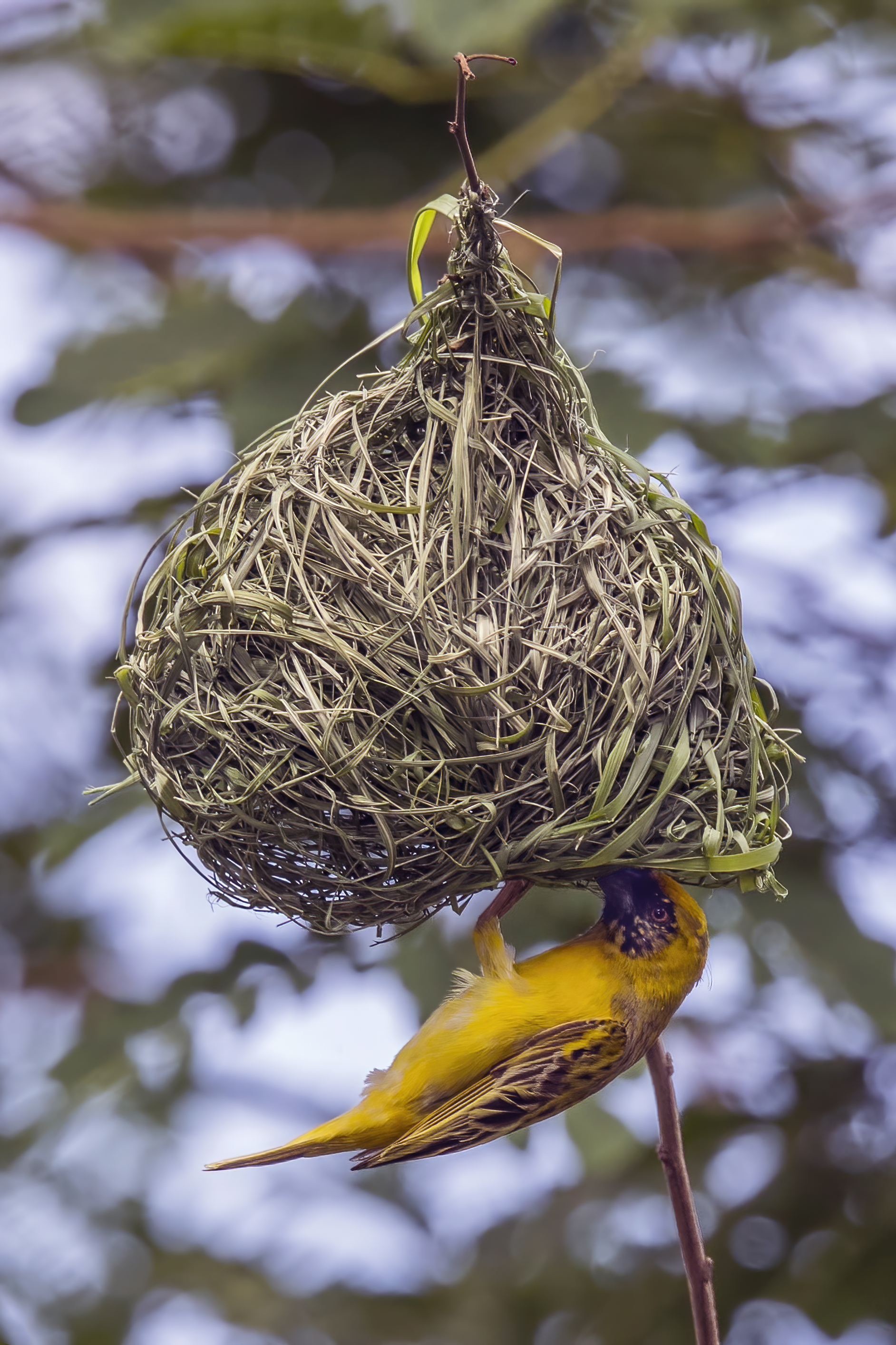
Un mâle en train de tisser son nid à Sao Tomé-et-Principe.